# 于聰
于聰（1467年—？），字士達，江西饒州府安仁縣人，民籍，明朝政治人物。

## 生平
江西鄉試第二十六名舉人。弘治十五年（1502年）中式壬戌科會試第一百八十八名，三甲第一百二十七名進士。授中书舍人，正德三年（1508年）六月选授礼科给事中，十月升刑科右，四年四月升礼科都。六年七月升山西布政司右参政，九年正月考察以不謹閑住。

## 家族
曾祖于澄；祖父于禎；父于甫，母何氏。重庆下。弟于聘。